# Kennedia nigricans
Kennedia nigricans là một loài thực vật có hoa thuộc họ Fabaceae, đặc hữu của Tây Úc.

## Hình ảnh

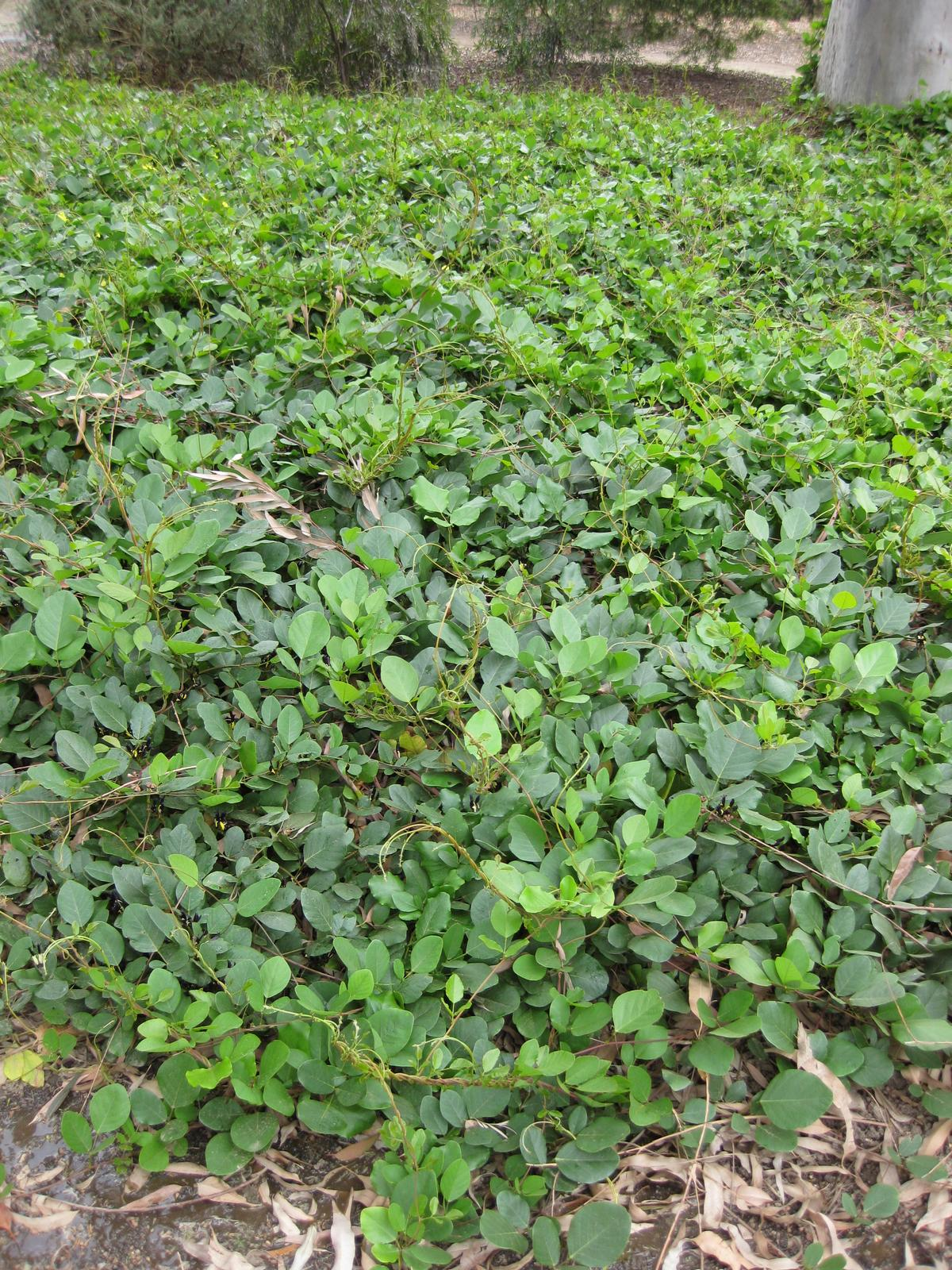
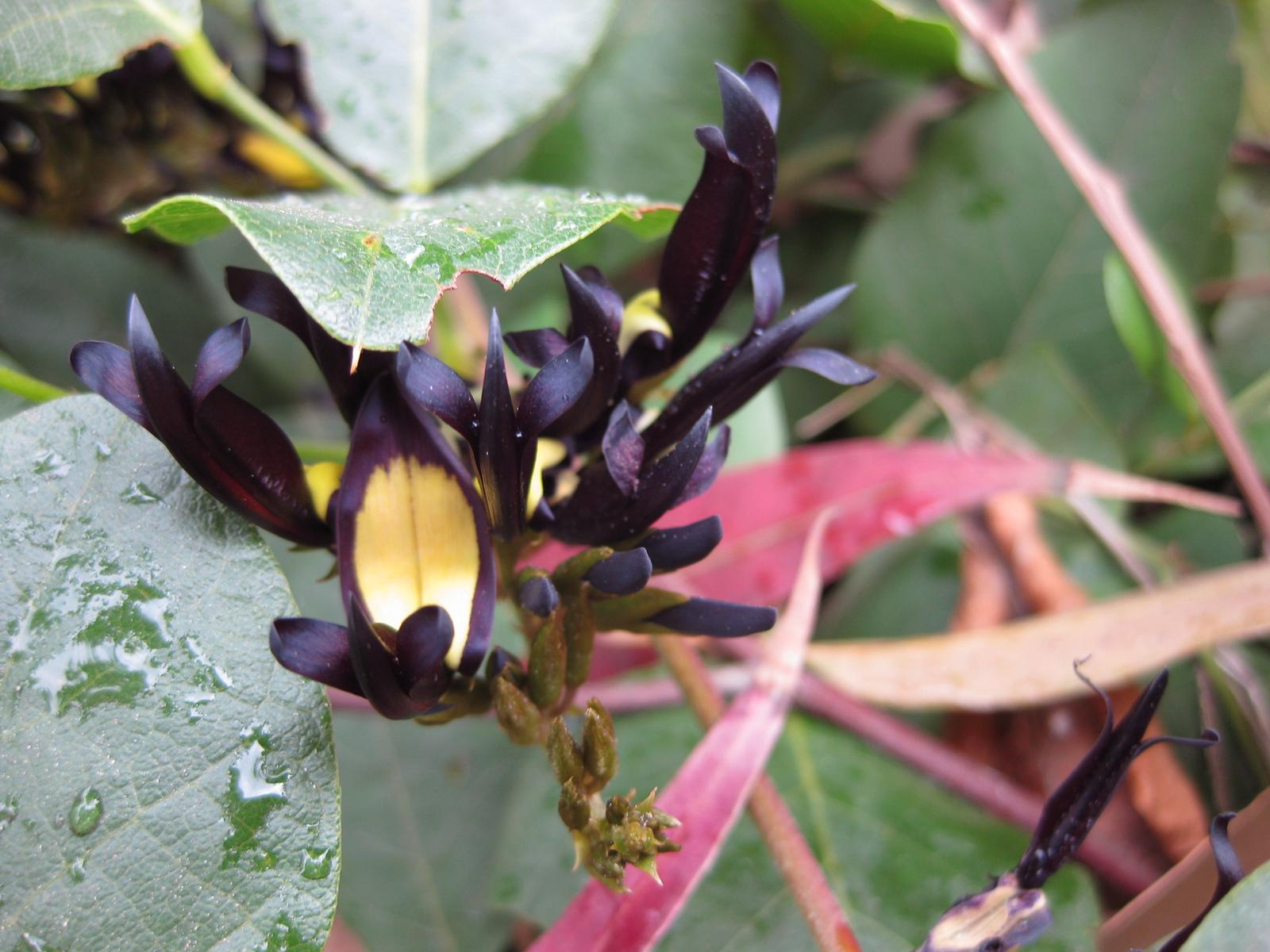
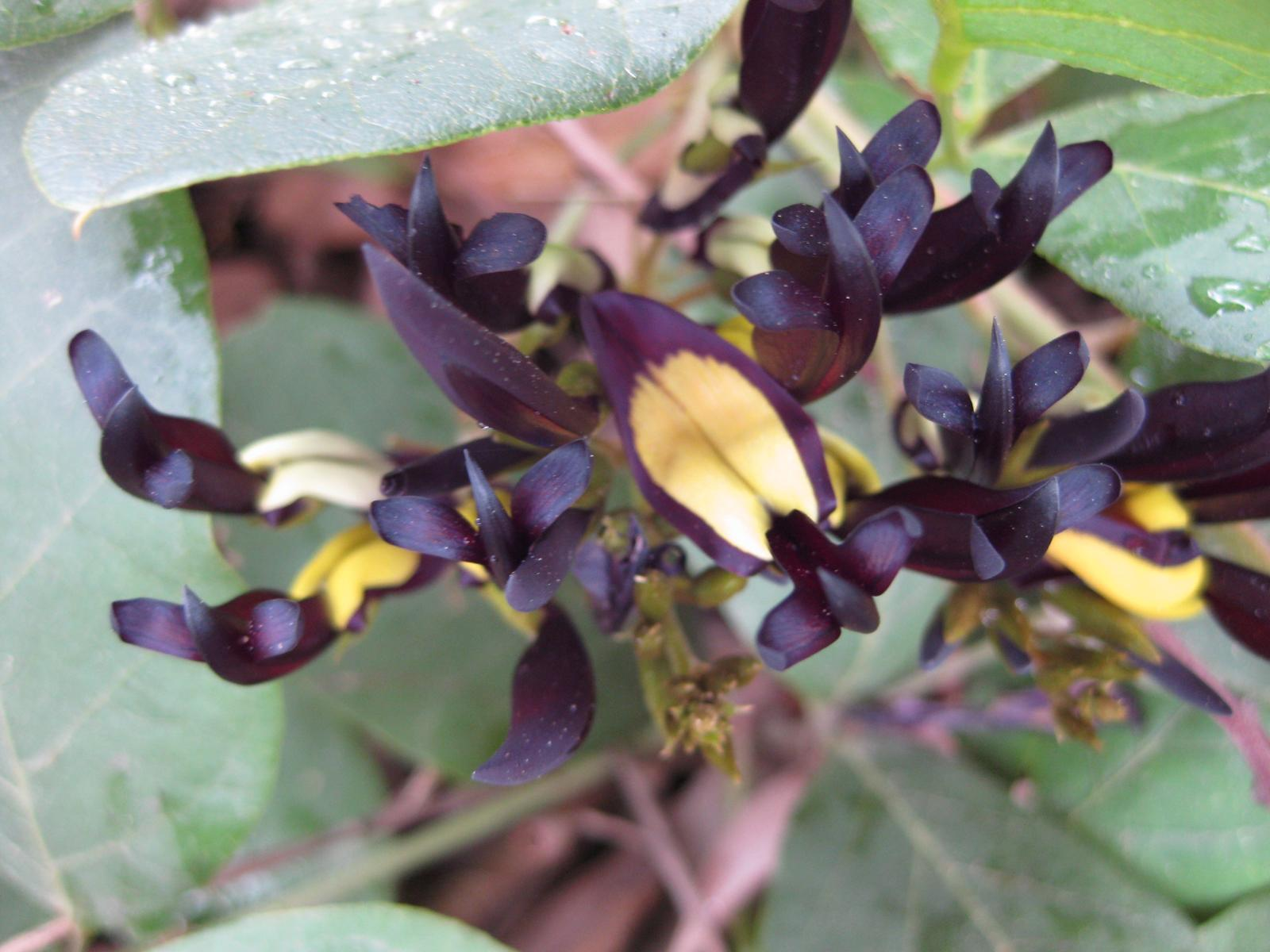
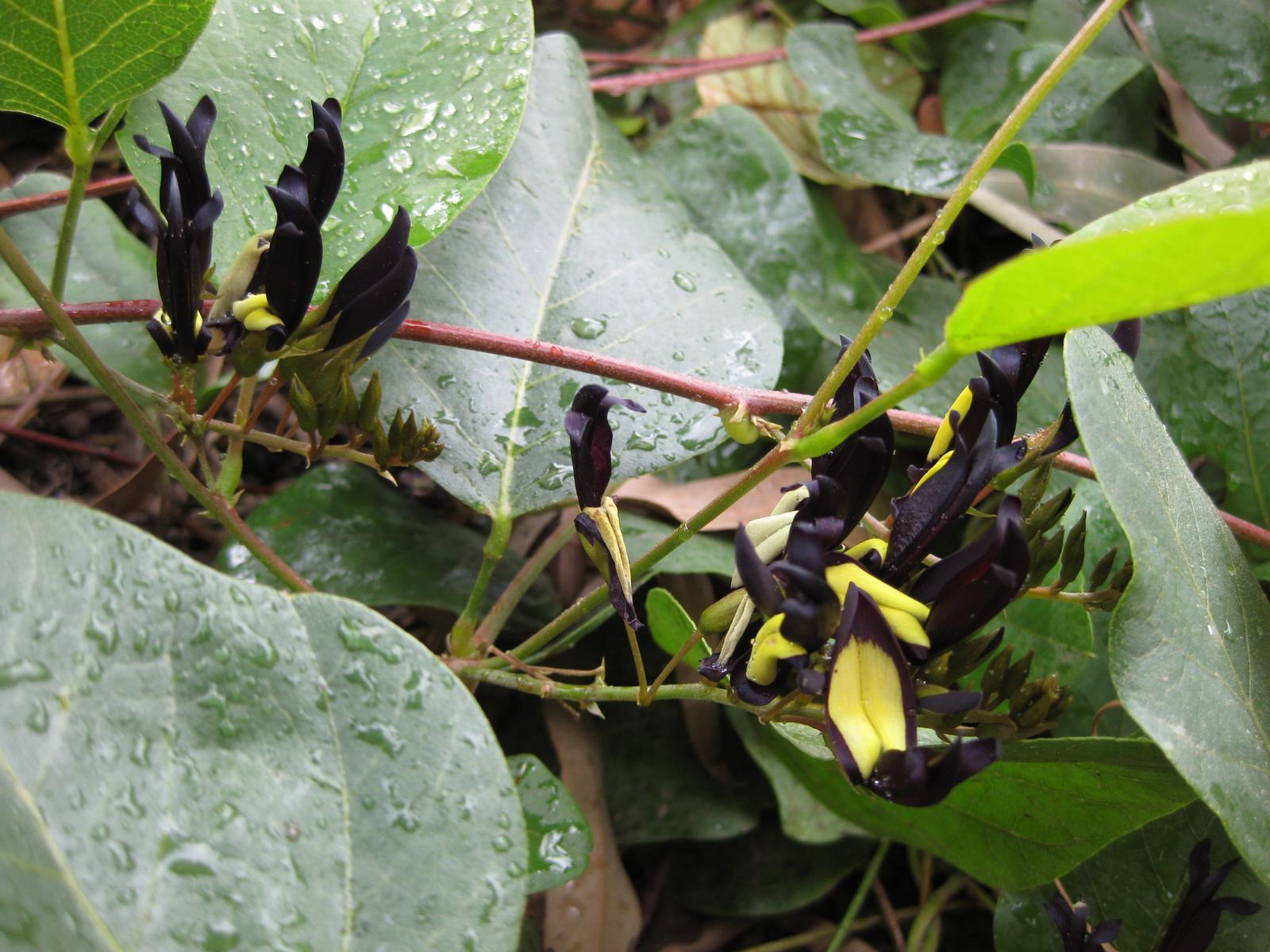